# Maria Eriksson (skribent)
För andra personer med detta namn, se Maria Eriksson.
Maria Eriksson, född 1977,  är en liberal skribent och författare. Eriksson är sedan 2010 chefredaktör för Svensk tidskrift och sedan 2013 krönikör på Norrbottenskuriren.
Maria Eriksson har examina i datavetenskap (2005) och teoretisk filosofi (2008) från Uppsala Universitet. Hon har varit ledarskribent på Smålandsposten, Svenska Nyhetsbyrån och Svenska Dagbladet. År 2010 blev hon chefredaktör för Svensk Tidskrift. Eriksson är styrelseledamot i Högerpressens Förening och tillhör Stures Alumner, en förening för personer som deltagit i Timbros utbildningsprogram Stureakademin.
Maria Eriksson mottog under 2013 Arvid Lindmans Sextioårsfonds stipendium för yngre skribenter.